# Le Père (Tchekhov)
Pour les articles homonymes, voir Le Père.
Le Père est une nouvelle de neuf pages d’Anton Tchekhov, publiée en 1887.
La nouvelle traite de la déchéance d'un alcoolique devant son fils.

## Historique
Le Père est initialement publié dans la revue russe Le Journal de Pétersbourg, numéro 196, du 20 juillet 1887, sous le pseudonyme A.Tcehkhonte.

## Résumé
Le vieux Moussatov, qui n'a pas vu son fils Boris depuis plusieurs mois, vient lui emprunter dix Rouble. Alcoolique, sans orgueil, il s’avilit devant son fils qui ne roule pas sur l’or. Il se dépeint très bien : menteur, affabulateur... Il invite son fils dans son taudis. Puis, après avoir bu, il redevient agressif.

## Extraits
Moussatov à Boris : « Je t'ai dépouillé, Boris. Pauvres enfants, pauvres enfants. Ce doit être un grand malheur d'avoir un père pareil. »

## Édition française
- Le Père, traduit par Édouard Parayre, Éditions Gallimard, Bibliothèque de la Pléiade, 1970  (ISBN 2-07-010550-4)